# Stephen Ward (voetballer)
Stephen Ward (Dublin, 20 augustus 1985) is een Iers betaald voetballer die als verdediger speelt. Hij verruilde Wolverhampton Wanderers in augustus 2014 voor Burnley. Ward maakte in 2011 zijn debuut in het Iers voetbalelftal, waarmee hij in juni 2016 deelnam aan het Europees kampioenschap voetbal 2016 in Frankrijk. Ierland werd in de achtste finale uitgeschakeld door gastland Frankrijk na twee doelpunten van Antoine Griezmann.

## Clubstatistieken
| Seizoen | Club                     | Competitie                         | Wed. | Goals |
| ------- | ------------------------ | ---------------------------------- | ---- | ----- |
| 2003    | Bohemians Dublin         | League of Ireland Premier Division | -    | -     |
| 2004    | Bohemians Dublin         | League of Ireland Premier Division | -    | -     |
| 2005    | Bohemians Dublin         | League of Ireland Premier Division | -    | -     |
| 2006    | Bohemians Dublin         | League of Ireland Premier Division | -    | -     |
| 2006/07 | Wolverhampton Wanderers  | Championship                       | 18   | 3     |
| 2007/08 | Wolverhampton Wanderers  | Championship                       | 29   | 0     |
| 2008/09 | Wolverhampton Wanderers  | Championship                       | 42   | 0     |
| 2009/10 | Wolverhampton Wanderers  | Premier League                     | 22   | 0     |
| 2010/11 | Wolverhampton Wanderers  | Premier League                     | 34   | 1     |
| 2011/12 | Wolverhampton Wanderers  | Premier League                     | 38   | 3     |
| 2012/13 | Wolverhampton Wanderers  | Championship                       | 39   | 2     |
| 2013/14 | Wolverhampton Wanderers  | League One                         | 0    | 0     |
| 2013/14 | → Brighton & Hove Albion | Championship                       | 46   | 4     |
| 2014/15 | Burnley                  | Premier League                     | 9    | 0     |
| 2015/16 | Burnley                  | Championship                       | 24   | 1     |
| Totaal  | Totaal                   | Totaal                             | 385  | 40    |

Bijgewerkt tot en met het seizoen 2015/16.

## Erelijst
| Competitie              | Aantal                  | Jaren                   |                         |                         |
| Wolverhampton Wanderers | Wolverhampton Wanderers | Wolverhampton Wanderers | Wolverhampton Wanderers | Wolverhampton Wanderers |
| ----------------------- | ----------------------- | ----------------------- | ----------------------- | ----------------------- |
| Kampioen Championship   | 1x                      | 2008/09                 |                         |                         |
| Burnley                 |                         |                         |                         |                         |
| Kampioen Championship   | 1x                      | 2015/16                 |                         |                         |